# أندري بيترنكو
أندري بيترنكو (23 يوليو 1981 - ) هو لاعب كرة قدم روسي في مركز الدفاع. لعب مع فولغا تفير ‏ وFC Metallurg Vyksa ‏ وFC Nara-ShBFR Naro-Fominsk ‏.

## وصلات خارجية
- أندري بيترنكو على موقع قاعدة بيانات كرة القدم.إي يو (الإنجليزية)